# シャ乱Q
シャ乱Q（しゃらんキュー）は、日本のロックバンド。大阪府出身者で結成された。
所属事務所はアップフロントプロモーション（旧:アップフロントエージェンシー）だったが、現在シャ乱Qとしては、アップフロントプロモーションの親会社・アップフロントグループの社内カンパニー・アップフロントエージェンシー社（アップフロントプロモーションとは別会社を前身とする）に、また各メンバーはそれぞれ別の系列事務所に所属している。
レコード会社は、活動休止前までの所属はBMGファンハウス（旧:BMGビクター→BMGジャパン、現:ソニー・ミュージックレーベルズ）だったが、2006年の活動再開から2014年の活動再休止まではアップフロントグループの機能子会社であるアップフロントワークス（zetimaレーベル）に所属していた。

## メンバー
- つんく♂（旧名・つんく、1968年10月29日 - ）（56歳）
  - ボーカル、アコースティック・ギター、作詞、作曲担当。
- はたけ（1968年8月17日 - ）（56歳）
  - ギター、ベース、作曲担当。リーダー。
- まこと（1968年12月31日 - ）（56歳）
  - ドラムス、作詞担当。
- たいせい（旧名・たいせー、1969年11月29日 - ）（55歳）
  - キーボード、コーラス 、作曲担当。

### 旧メンバー
- しゅう（1968年9月22日 - ）（56歳）
  - ベース、作曲担当。1998年脱退。

## 来歴
1988年
12月、近畿大学の学生を中心とした5人で結成。「シャ乱Q」の名前は、メンバーが所属していたアマチュアバンドの名前「シャッターズ」（しゅう、まことが所属）「RAM（乱）」（つんく、しゅう、たいせーが所属）「QP（キューピー）」（はたけが所属）を寄せ集めたもの。当初は「シャ乱P」という名前にする予定だったが、女性お笑いコンビ・おきゃんぴーを連想させるとして「シャ乱Q」となった。
1990年
関西のアマチュアバンドとともに「すっぽんファミリー」を結成し、大阪城公園にてストリートライブを始めた。かつて東京原宿に存在した歩行者天国「ホコ天」に集中し、通称「城天（しろてん）」という。
1991年
NHK「BSヤングバトル」第2回グランプリを受賞した（受賞曲：「ラーメン大好き小池さんの唄」）。
1992年
7月にメジャーデビュー。所属事務所を巡って多くの芸能事務所が争奪戦を繰り広げたが、最終的にアップフロントエージェンシーが選ばれた。後につんくが語ったところによると、アップフロント入りには「KAN（1991年の第33回日本レコード大賞受賞者）が所属している」ことが決め手となったという。しかし、デビュー後長らく低迷期が続いた。
1994年
「これが売れなければ最後」と意気込んだ「上・京・物・語」が、ラジオへの必死の売り込みが功を奏し、スマッシュヒット。同年の「シングルベッド」がロングセラーとなりミリオンセールスを記録。地元・関西のABCラジオ、OBCの番組では「シングルベッド」以前の楽曲は一切オンエアされなかったが、これはつんくが「MBSヤングタウン」でパーソナリティーを務めていたためで、またMBSラジオでパーソナリティーをやっているアーティストの楽曲はABC、OBCでは排除されるという暗黙の了解があったためである。一方関西圏のFM局ではオンエアされていた。
1995年
ミリオン作「ズルい女」で大ブレイク。関西発バンドの第一人者となった。「My Babe 君が眠るまで」、アルバム「勝負師(ギャンブラー)」もミリオンを記録（シャ乱Qのアルバムとしては、初のミリオンヒット）。「ズルい女」で「全日本有線放送大賞」グランプリを受賞し、同じく「ズルい女」で第46回NHK紅白歌合戦にトップバッターとして初出場した。
ライブや音楽番組への出演を精力的に行い、軽妙なトークが受け「HEY!HEY!HEY! MUSIC CHAMP」では、つんくが「浜田雅功に頭をどつかれると売れる法則」を提唱した。
1996年
シングル「いいわけ」、アルバム「シングルベスト10 おまけつき」がミリオンヒットを記録。シングル「涙の影」、アルバム「GOLDEN Q」がオリコン週間1位を獲得。8月にライブツアー'96夏の乱「桃色頂上作戦」を開催し、他のライブツアー含めると年間通して8日間の日本武道館公演を開催した。
10月には話題となっていた派手なステージ衣装（約2,500万円）が盗難にあう。
2年連続で「全日本有線放送大賞」グランプリを受賞し、「いいわけ」で「第47回NHK紅白歌合戦」に2年連続出場した。
1997年
3月に大阪ドーム完成記念「シャ乱Q凱旋コンサート」を開催したほか、メンバーのしゅう、たいせー、まことがユニット「スーパー!?テンションズ」を結成し、CDリリースやテレビ出演などの展開を行った。
主演映画「シャ乱Qの演歌の花道」が公開され、映画主題歌「パワーソング」で「第48回NHK紅白歌合戦」に3年連続3回目の出場。また、オーディション番組ASAYANにてプロデュース活動を開始した。
1998年
プロデュース活動として、はたけは平家みちよ、つんくはモーニング娘。を担当した。
12月、しゅうが同棲中だった未成年女性への暴行を起こし書類送検。決まっていたメディア露出は4人で行われた。後日、脱退を正式発表し、メンバー内のユニット「スーパー!?テンションズ」も解散した。
1999年
「君は魔術士?」のリリースと10周年記念ライブは、急遽4人編成で行われ、以降の活動を白紙とし、メンバーは主にソロ活動を行った。
以降、つんくはソロ歌手及びモーニング娘。を始めとするハロー!プロジェクトのプロデューサーとして活動。はたけはHOUND DOGの鮫島秀樹らとともにRose of Roseを結成。たいせーとまことは、ボーカルに大西さちこを迎え、east cloudを結成した。
2000年
3月、「ラーメン大好き小池さんの唄」のリメイクである「新・ラーメン大好き小池さんの唄」をリリースし活動再開し、8月にはライブも開催した。アルバム制作中に音楽の方向性に違いが生じたこと、話し合った結果 12月に「休憩」と称した活動無期限休止を発表した。それ以来、活動再開後を含んでTVガイドタレント名鑑は少年隊同様、グループとしてではなく、個々で表記している。
2001年 - 2004年
つんくはプロデュース活動や、バンド「THE つんくビ♂ト」を結成したり、セルフカバー曲を中心としたソロ活動を展開し、2001年に芸能活動の際のクレジットを「つんく♂」に改名している。
はたけはギタリストやプロデュース業を継続し、まことはドラマー活動と並行してハロプロのコンサートの司会などの活動、たいせーはタレントとして、それぞれソロ活動を行った。
2005年
12月、つんく♂のクリスマスディナーショーにて、つんくから「来年秋頃に再始動」と活動再開が発表された。事務所の先輩である堀内孝雄から促され、メンバーや関係者との話し合いで決意したとしている。
2006年
4月2日、エプソン 品川アクアスタジアムにて行われたイルカショーにて、同施設の1周年の祝賀イベントにメンバー全員が集結した。
記者会見を開き、シャ乱Qの活動再開の発表に加えて、たいせーが「たいせい」に改名することを発表した。同月放送の「HEY!HEY!HEY! MUSIC CHAMP」にて活動休止後初のテレビ出演。10月には約6年ぶりとなるライブを敢行し、11月にはモーニング娘。のカバー曲を活動再開後初のシングルとして発表し、12月にはディナーショーを行った。
2007年
表立ったバンド活動は、テレビ番組に何本か出演した以外は、12月にクリスマスディナーショーを行い、第49回日本レコード大賞で『ズルい女』を披露したのみであった。
2008年
8月にディナーショーを開催。同年12月、DVDつきベストアルバムを発表し、日本武道館にて約6時間にもおよぶ「シャ乱Q結成20周年記念フェスティバル」を開催した。KAN、黒澤健一、森高千里、五木ひろし、ハロプロなどゆかりのゲスト総勢25組59人が応援に駆けつけた。また、音源化未定の新曲「愛するということ」を発表した。
2009年
結成20周年となったが、3月に公式ファンクラブ「CLUB QUE」が、つんく♂独自のファンクラブ「天然音泉」の立ち上げに伴い解散した。
12月、庄司智春と藤本美貴の結婚式にてメンバー全員が久々に顔を合わせた。
2010年
前年と同様、目立った活動は行われなかった。12月、企画盤のベストアルバムをリリース。
2011年
東日本大震災が起きたことを受けて、久しぶりにメンバー4人が集結し、当バンド含むアップフロントグループ所属タレントによるプロジェクトでKANの「愛は勝つ」を歌った。
この曲は配信限定楽曲でメンバー全員が参加したものであり、はたけのみボーカルではなくギターを演奏している。
2013年
結成25周年を迎え、東京都渋谷区のライブハウス「Shibuya eggman」でメンバー4人が記者会見を行い、本格的な再始動を発表。7年ぶりとなるライブツアーの実施や、代表曲「シングルベッド」を再レコーディングすることなどが発表された。
7月17日に約6年半ぶりにセルフカバーシングル「シングルベッド」をリリースした。
2014年（補足）
3月6日、つんく♂が喉頭がんを患ったことを公表した。9月25日、いったん「完全寛解」を発表したが、がんが再発見され、10月上旬に手術を受けていたことを10月17日に明らかにした。
2015年（補足）
4月4日、つんく♂が近畿大学の入学式に出席。2014年10月の手術の際に声帯を摘出し、声を失っていたことを公表した。

## 受賞歴・主な記録
- 1991年
  - 第2回NHK-BSヤングバトル全国大会 グランプリ（ラーメン大好き小池さんの唄）
- 1995年
  - 第28回全日本有線放送大賞グランプリ（ズルい女）
  - 第37回日本レコード大賞 優秀作品賞＆編曲賞（ズルい女）
  - 第28回日本有線大賞 有線音楽優秀賞（ポップス部門）＆最多リクエスト歌手賞（ズルい女）
- 1996年
  - 第9回ザテレビジョンドラマアカデミー賞 主題歌賞（『いいわけ』､ドラマ『Age,35 恋しくて』主題歌）[9][10]
  - 第29回全日本有線放送大賞グランプリ（涙の影）
  - 第38回日本レコード大賞 優秀作品賞＆編曲賞（いいわけ）
  - 第29回日本有線大賞 有線音楽優秀賞（ポップス部門）＆最多リクエスト歌手賞＆グランプリ（涙の影）
- 1997年
  - 第11回日本ゴールドディスク大賞 ベスト5アーティスト賞＆アルバム賞(ポップス部門)「シングルベスト10★おまけつき★」

- ミリオンヒットシングル
ズルい女、シングルベッド、いいわけ、My Babe 君が眠るまで

- ミリオンヒットアルバム
シングルベスト10★おまけつき★、勝負師（ギャンブラー）

## ディスコグラフィー

### シングル
| ＃ | 発売日         | タイトル                       | C/W                                                    | オリコン最高位 | 初収録アルバム                     |
| -- | -------------- | ------------------------------ | ------------------------------------------------------ | -------------- | ---------------------------------- |
| 1  | 1992年7月22日  | 18ヶ月                         | お嬢様                                                 | 圏外           | 炸裂!へなちょこパンチ              |
| 2  | 1993年2月24日  | とってもメリーゴーランド       | かんべんしてくれ!                                      | 圏外           | 売れっ子への道 渋滞中              |
| 3  | 1993年5月8日   | 友達はいますか                 | Hey! MR.おぼっちゃん(バブル崩壊編)                     | 圏外           | 売れっ子への道 渋滞中              |
| 4  | 1994年1月21日  | 上・京・物・語                 | まさかの大誤算                                         | 47位           | ロスタイム                         |
| 5  | 1994年7月27日  | 恋をするだけ無駄なんて         | For You〜翼をあげよう〜                                | 28位           | 劣等感                             |
| 6  | 1994年10月21日 | シングルベッド                 | プリーズ                                               | 9位            | 劣等感                             |
| 7  | 1995年5月3日   | ズルい女                       | 雨の中／黒田節                                         | 2位            | 勝負師(ギャンブラー)               |
| 8  | 1995年8月23日  | 空を見なよ                     | もっと誰かに見られたい                                 | 3位            | 勝負師(ギャンブラー)               |
| 9  | 1995年10月21日 | My Babe 君が眠るまで           | Happy Life                                             | 3位            | シングルベスト10★おまけつき★       |
| 10 | 1996年4月24日  | いいわけ                       | こんなにあなたを愛しているのに                         | 3位            | シングルベスト10★おまけつき★       |
| 11 | 1996年7月24日  | 涙の影                         | Moving                                                 | 1位            | GOLDEN Q                           |
| 12 | 1996年11月14日 | NICE BOY!                      | SWEET and SWEET                                        | 4位            | 孤独                               |
| 13 | 1997年4月16日  | そんなもんだろう               | 心                                                     | 3位            | 孤独                               |
| 14 | 1997年8月21日  | パワーソング                   | さよならナンシー                                       | 10位           | 孤独                               |
| 15 | 1998年2月18日  | 都会のメロディー               | ノイズ                                                 | 7位            | 孤独                               |
| 16 | 1998年5月13日  | ためいき                       | 宿命                                                   | 13位           | ベストアルバム おまけつき '96～'99 |
| 17 | 1998年10月7日  | 愛 Just on my Love             | やっぱり                                               | 10位           | ベストアルバム おまけつき '96～'99 |
| 18 | 1999年2月17日  | 君は魔術士?                    | 力強い足音                                             | 24位           | ベストアルバム おまけつき '96～'99 |
| 19 | 2000年3月23日  | 新・ラーメン大好き小池さんの唄 | most／新・ラーメン大好き小池さんの唄(SEXYファンクVer.) | 23位           | BEST OF HISTORY                    |
| 20 | 2006年11月29日 | 歩いてる                       | チャンラリ チャラリララ                                | 30位           | GOLDEN☆BEST シャ乱Q                |
| 21 | 2013年7月17日  | 「シングルベッド」             | 蜃気楼 しんきろう／Come on! 僕たちの未来               | 60位           | 未収録                             |

### アルバム

#### オリジナルアルバム
| ＃ | 発売日         | タイトル              | オリコン最高位 |
| -- | -------------- | --------------------- | -------------- |
| 1  | 1992年9月23日  | 炸裂!へなちょこパンチ |                |
| 2  | 1993年3月24日  | 売れっ子への道 渋滞中 |                |
| 3  | 1994年2月23日  | ロスタイム            | 39位           |
| 4  | 1994年11月2日  | 劣等感                | 25位           |
| 5  | 1995年11月22日 | 勝負師(ギャンブラー)  | 2位            |
| 6  | 1996年12月18日 | GOLDEN Q              | 1位            |
| 7  | 1998年3月25日  | 孤独                  | 6位            |

#### ベストアルバム
| ＃ | 発売日         | タイトル                               | オリコン最高位 |
| -- | -------------- | -------------------------------------- | -------------- |
| 1  | 1996年6月29日  | シングルベスト10★おまけつき★           | 2位            |
| 2  | 1999年3月25日  | ベストアルバム おまけつき '96〜'99     | 10位           |
| 3  | 2001年4月4日   | BEST OF HISTORY                        | 17位           |
| 4  | 2008年12月3日  | シャ乱Qハタチのベスト・アルバムDVDつき | 139位          |
| 5  | 2010年12月22日 | GOLDEN☆BEST シャ乱Q                    | 188位          |
| 6  | 2013年8月21日  | シャ乱Qベスト 〜四半世紀伝説〜         | 82位           |

#### サウンドトラック
| ＃ | 発売日        | タイトル            |
| -- | ------------- | ------------------- |
| 1  | 1997年8月27日 | シャ乱Qの演歌の花道 |

### VHS / DVD
PV集
| ＃ | 発売日         | タイトル                                              |
| -- | -------------- | ----------------------------------------------------- |
| 1  | 1993年12月1日  | 天狗になるにはまだ早い!                               |
| 2  | 1995年6月28日  | 天狗になるにはまだ早い!Vol.2 〜実はVol.1もあるのだ!〜 |
| 3  | 1997年12月17日 | 天狗になるにはまだ早い! Vol.3                         |
| 4  | 2001年4月4日   | BEST OF HISTORY                                       |

ライブ
| ＃ | 発売日        | タイトル |
| -- | ------------- | --- |
| 1  | 1996年5月30日 | シャ乱Qライブビデオ VOL.1真剣勝負（DVD: 2001年4月4日、2003年11月26日）                                                 |
| 2  | 2007年1月24日 | シャ乱Q ライブツアー 2006 秋の乱 ズルい「Live Live Live」                                                              |
| 3  | 2009年1月9日  | ヤンタン30 祝 大阪ドーム完成 シャ乱Q凱旋コンサート（ウェブ通販）                                                       |
| 4  | 2009年3月25日 | シャ乱Q結成20周年記念ライブ「感謝！ハタチのシャ乱Q みんなでお祝いだ！ 日本武道館フェスティバル〜長いよ〜」(ウェブ通販) |

その他
| ＃ | 発売日         | タイトル                           |
| -- | -------------- | ---------------------------------- |
| 1  | 1991年12月25日 | てんぐのぐんて（インディーズ発売） |

### その他
- 愛は勝つ - 発起人である堀内孝雄、原曲を歌ったKAN（ピアノと兼任）、ハロー!プロジェクト、T-Pistonz+KMCらと共に「愛は勝つ シンガーズ」として参加。2011年6月22日発売。

### 参加作品
| 発売日         | タイトル                                           | 規格品番   | 曲順 | 楽曲                           |
| -------------- | -------------------------------------------------- | ---------- | ---- | ------------------------------ |
| 1991年12月15日 | あっとしてGOOD!!                                   | GFCG-10001 | M.11 | ラーメン大好き小池さんの唄     |
| 1991年12月15日 | あっとしてGOOD!!                                   | GFCG-10001 | M.12 | 18ヶ月                         |
| 1996年5月27日  | Our Blue Planets                                   | PHCL-5027  | M.4  | ズルい女                       |
| 1999年2月17日  | 魔術士オーフェン 無謀編 オリジナル・ラジオ・ドラマ | EPCE-5013  | M.1  | 愛 Just on my Love             |
| 1999年2月17日  | 「魔術士オーフェン」オリジナル・サウンドトラック   | BVCR-15002 | M.1  | 愛 Just on my Love             |
| 1999年10月21日 | J-POP 90'S COLLECTION                              | BVCK-37019 | M.4  | ズルい女                       |
| 1999年10月21日 | J-POP 90'S COLLECTION                              | BVCK-37019 | M.12 | シングルベッド                 |
| 2000年7月5日   | 映画「ピンチランナー」オリジナル・サウンドトラック | EPCE-5064  | M.12 | 新・ラーメン大好き小池さんの唄 |
| 2002年5月22日  | LOST in LOVE                                       | EPCE-5064  | M.15 | シングルベッド                 |

## タイアップ一覧
| 使用年 | 曲名                           | タイアップ                                                                                       |
| ------ | ------------------------------ | ------------------------------------------------------------------------------------------------ |
| 1993年 | とってもメリーゴーランド       | 日本テレビ系『うるとら7:00』エンディングテーマ                                                   |
| 1993年 | とってもメリーゴーランド       | 東海テレビほか『スペンサーの喫茶店』エンディングテーマ                                           |
| 1993年 | 友達はいますか                 | テレビ東京系『スーパーマリオクラブ』後期オープニングテーマ                                       |
| 1994年 | 上・京・物・語                 | テレビ東京系『浅草橋ヤング洋品店』エンディングテーマ                                             |
| 1994年 | 上・京・物・語                 | フジテレビ系『殿様のフェロモン』オープニングテーマ                                               |
| 1994年 | 恋をするだけ無駄なんて         | テレビ東京系『浅草橋ヤング洋品店』エンディングテーマ                                             |
| 1994年 | For You〜翼をあげよう〜        | 関西国際空港 イメージソング                                                                      |
| 1994年 | シングルベッド                 | 日本テレビ系アニメ『D・N・A² 〜何処かで失くしたあいつのアイツ〜』エンディングテーマ              |
| 1995年 | ズルい女                       | フジテレビ系『今田耕司のシブヤ系うらりんご』1995年5月度エンディングテーマ                        |
| 1995年 | 空を見なよ                     | 日本テレビ系『'95劇空間プロ野球』下半期テーマソング                                              |
| 1995年 | もっと誰かに見られたい         | NHK-BS『BSヤングバトル'95』テーマソング                                                          |
| 1995年 | My Babe 君が眠るまで           | テレビ東京系『NEWSモーニングJAM』エンディングテーマ                                              |
| 1995年 | ドラマティックに -'90 Dream-   | 日本テレビ系『新装開店!SHOW by ショーバイ2』エンディングテーマ                                   |
| 1995年 | ドラマティックに -'90 Dream-   | 大塚製薬協賛「ポカリスエット MUSIC BATTLE SOUND SUCCESS」CMソング                                |
| 1996年 | いいわけ                       | フジテレビ系 木曜劇場『Age,35 恋しくて』主題歌                                                   |
| 1996年 | こんなにあなたを愛しているのに | フジテレビ系 木曜劇場『Age,35 恋しくて』挿入歌                                                   |
| 1996年 | 不偏愛-FUHEN-AI-               | フジテレビ系 木曜劇場『Age,35 恋しくて』挿入歌                                                   |
| 1996年 | 涙の影                         | フジテレビ系『HEY!HEY!HEY! MUSIC CHAMP』エンディングテーマ                                       |
| 1996年 | Moving                         | フジテレビ「フジテレビ移転」キャンペーンソング                                                   |
| 1996年 | NICE BOY!                      | 日本シティメディア「Qメール」CMソング                                                            |
| 1997年 | そんなもんだろう               | サントリー「ビターズ」CMソング                                                                   |
| 1997年 | パワーソング                   | 東宝配給映画『シャ乱Qの演歌の花道』主題歌                                                        |
| 1998年 | 都会のメロディー               | TBSラジオ『大槻ケンヂとタマゴのキミっ』エンディングテーマ                                        |
| 1998年 | HANDS                          | フジテレビ系『プロ野球ニュース』テーマソング                                                     |
| 1998年 | ためいき                       | テレビ朝日系 木曜ドラマ『凄絶!嫁姑戦争 羅刹の家』主題歌                                          |
| 1998年 | 愛 Just on my Love             | TBS系アニメ『魔術士オーフェン』オープニングテーマ（第1話 - 第16話）                              |
| 1998年 | タクシードライバー             | 日本テレビ系『ダウンタウンのガキの使いやあらへんで!』ダウンタウントーク出囃子（1998年 - 1999年） |
| 1999年 | 君は魔術士?                    | TBS系アニメ『魔術士オーフェン』オープニングテーマ（第17話 - 第24話）                             |
| 2006年 | 歩いてる                       | テレビ東京系『TVチャンピオン』挿入歌                                                             |
| 2010年 | ズルい女                       | テレビ東京系 ドラマ24『モテキ』第3話モテ曲                                                       |
| 2013年 | 蜃気楼 しんきろう              | 日本テレビ系『ぶらり途中下車の旅』エンディングテーマ                                             |
| 2013年 | Come on! 僕たちの未来          | 日本テレビ系『ぶらり途中下車の旅』エンディングテーマ                                             |
| 2017年 | シングルベッド                 | ワーナー・ブラザース映画配給映画『22年目の告白 -私が殺人犯です-』挿入歌                          |

## テレビ出演

### 音楽番組
- HEY!HEY!HEY! MUSIC CHAMP（フジテレビ） - 不定期出演
- うたばん（TBS） - 不定期出演
- ミュージックステーション（テレビ朝日） - 不定期出演
- FNS歌謡祭（フジテレビ）
  - '94 FNS歌謡祭（1994年12月6日）
  - '95 FNS歌謡祭（1995年12月5日）
  - '96 FNS歌謡祭（1996年12月10日）
  - '97 FNS歌謡祭（1997年12月11日）
- FNSうたの夏まつり（フジテレビ）
  - 2013 FNSうたの夏まつり（2013年7月31日）

### バラエティ番組
- スターどっきり(秘)報告（フジテレビ）
- ASAYAN（テレビ東京）
- とぶくすりZ（フジテレビ）
- めちゃ2イケてるッ!（フジテレビ）
- とんねるずのみなさんのおかげです（フジテレビ）
- 森田一義アワー 笑っていいとも!（フジテレビ）
- SMAP×SMAP（関西テレビ・フジテレビ）
- ダウンタウンのごっつええ感じ（フジテレビ）
- ダウンタウンのガキの使いやあらへんで!!（日本テレビ）
- おしゃれカンケイ（日本テレビ）

## NHK紅白歌合戦出場歴
| 年度   | 放送回 | 回 | 曲目         | 出演順 | 対戦相手 | 備考               |
| ------ | ------ | -- | ------------ | ------ | -------- | ------------------ |
| 1995年 | 第46回 | 初 | ズルい女     | 01/25  | 酒井法子 | 先攻トップバッター |
| 1996年 | 第47回 | 2  | いいわけ     | 18/25  | 小林幸子 |                    |
| 1997年 | 第48回 | 3  | パワーソング | 07/25  | 松たか子 |                    |

注意点
- 出演順は「出演順/出場者数」で表す。

## 書籍

### 写真集
- シャ乱Q写真集<パート1>(アップフロントブックス 1996年4月)ISBN 978-4847024238
- 歌舞伎町DX (ソニーマガジンズ 1997年5月)ISBN 978-4789711852